# 18-о средно училище „Уилям Гладстон“
18 средно училище „Уилям Гладстон“ се намира в София, България. Основано е през 1907 г. като Трета софийска мъжка гимназия. Разположено е в сграда на улица „Пиротска“ 68, построена през 1907 г. по проект на архитектите Кирил Маричков и Георги Фингов.
Известно е с изучаването на екзотични чужди езици – китайски, японски и арабски. От учебната 2012/2013 г. се изучава и корейски. Изучават се също западните езици английски, немски, френски и испански, както и руски.

## История
Трета мъжка гимназия е наследник на 2 трикласни училища в софийския квартал Ючбунар, които са били клонове на Първа държавна мъжка гимназия. Учебната 1907/1908 г. става първата за новооткритата Трета държавна мъжка гимназия, която има търговски, реален и класически отдел. Тържественото освещаване на гимназията става на 4 януари 1910 г. С началото на учебните занятия през същата година гимназията получава името на видния държавник Уилям Гладстон, издигнал глас в защита на българите през 1876 г., по време на Априлското въстание. Първи директор на гимназията става д-р Младен Панчев – доктор по философия и един от видните дейци в сферата на образованието в България от края на XIX – началото на XX в.
Курсът на обучение в гимназията е седемгодишен: от I (сегашен V) до VII (сегашен XI) клас. До III клас обучението се води по обща програма, а от IV клас започва разпределението на учениците по отдели. Търговският отдел просъществува до 1910/1911 г., като дава само два випуска. От учебната 1911/1912 г. в училището вече има само два отдела – реален и класически, а от 1914/1915 г. – само реален. От началото на 1915/1916 г. в гимназията се открива полукласически отдел, който просъществува до 1942/43 г.
През 1916 г., по време на Първата световна война училището е превърнато в болница. През 1939 г. е издигнат третият му етаж и е направена пристройка в източното му крило, което през 1944 г. е засегнато от бомбардировките. Дадени са и човешки жертви.
Гимназията получава признание, когато през учебната 1930/1931 г. получава статут на образцова и в нея се открива Стажантски учителски институт, който просъществува до 1950/1951 учебна година. Той дава учителска правоспособност на студентите от специалност „Западни филологии“ към Софийския университет. От 1954/1955 г. училището е базово.
По традиция в миналото зрелостните свидетелства на абитуриентите са връчвани на тържества в Народния театър „Иван Вазов“ от Министъра на народната просвета. От първите години на своето съществуване III мъжка образцова гимназия печели авторитет на реномирано средно учебно заведение. Още от основаването и в нея са назначени ерудирани учители специалисти, получили образованието си в Русия, Германия, Австрия и др. Повечето от тях са оставили диря в областта на науката, историята, културата. Между тях са Цветан Радославов, автор на текста на националния химн, проф. Константин Иванов, създал в гимназията практикума и кабинета по физика, дългогодишният образцов учител Христо Алексиев, поетът Николай Лилиев, композиторът Добри Христов, доктор Кирил Драмалиев, професорите Туше Влахов и Найден Чакъров. За известен период сред учителите са и професор Михаил Арнаудов, литературният критик акад. Георги Цанев, поетът и първи председател на Съюза на българските писатели Иван Андрейчин.
Следа в борческата история на столицата остава участието на учениците от гимназията през 1914 г. във връзка с прилагането на Закона за удължаване на учебното време, стачката на железничарите през 1919 г. и стачката на учениците през 1932 г. против увеличаването на училищните такси. В паметта на поколенията остават бившите възпитаници на III мъжка гимназия – Христо Смирненски, Спас Мулетаров, Лазар Станев, Владо Тричков, Свилен Русев, Петко Петков, Никола Шопов, Трайчо Костов, Стилиян Пешев, д-р Владимир Бонев, Валентин Андреев.
През 1950/51 г. III мъжка гимназия става „пълно средно училище“. В него се включват начален и прогимназиален курс, при което тук започват да учат ученици от I до XI клас. По същото време училището става смесено, получава нов пореден номер между софийските училища и се превръща от III мъжка гимназия в 18 средно смесено училище. От 1959/60 г. съгласно Закона за по-тясна връзка на училището с живота, наименованието му става 18 средно политехническо училище. През 1975 г. в 18 ЕСПУ са разкрити първите 2 паралелки с разширено изучаване на френски език.
За големи постижения в образованието, обучението и възпитанието на подрастващото поколение 18 ЕСПУ е наградено от Президиума на НС през 1957 г. с орден „Кирил и Методий“ I степен, а през 1982 г. – с орден „Георги Димитров“.
С решение на Столичния общински съвет от 12 май 1992 г. се възстановява старото име на училището и то става 18 СОУ „Уилям Гладстон“.
През учебната 1995/1996 завършва първият випуск с профили персийски и арабски език, а през 1996/1997 се дипломират учениците с японски и китайски език. Традицията в изучаването на западни езици е продължена с профилите английски, немски и френски език. През учебната 2005/2006 се въвежда за първи път обучение по японски език в начален етап, а през учебната 2007/2008 г. стартира и обучението по руски език от първи клас. През учебната 2011/2012 г. 18 СОУ „Уилям Гладстон“ става първото училище в България, което въвежда корейски език в задължителната си програма след 7 клас, а през следващата учебна година се въвежда и от първи клас. През учебната 2015/2016 г. завършва първият випуск с корейски език.

## Възпитаници
Трета мъжка гимназия завършват академиците Георги Наджаков, Ангел Балевски, Петър Динеков, професорите Христо Димитров, Васил Божинов, артистите Александър Райчев, Асен Миланов, Никола Николов, писателите Веселин Андреев, Иван Мартинов, Емил Манов, доктор Владимир Калайджиев и др.
През 1950-те и 1960-те години училището завършват известният театрален и филмов актьор Ицхак Финци и Иван Славков, обществен и спортен деятел. Като частен ученик в гимназията се дипломира и Тодор Живков – лидер на БКП, премиер и председател на Държавния съвет на НРБ.
През 1967 г. училището завършва Иван Костов, министър-председател на България в периода 1997 – 2001 г.
Сред възпитаниците на училището са актьорите Петър Попйорданов и Захари Бахаров, режисьорът Лилия Абаджиева, телевизионният говорител Никола Филипов, телевизионната водеща Станислава Трайкова, музикантът Рангел Игнатов от група „Фреш“, рап изпълнителят Ивайло Иванов.